# Mount Carroll Township
Die Mount Carroll Township ist eine von 12 Townships im Carroll County im Nordwesten des US-amerikanischen Bundesstaates Illinois.

## Geografie
Die Mount Carroll Township liegt im Nordwesten von Illinois und reicht bis 2 km an das Westufer des Mississippi heran, der die Grenze zu Iowa bildet. Die Grenze zu Wisconsin befindet sich rund 55 km nördlich.
Die Mount Carroll Township liegt auf 42°04′10″ nördlicher Breite und 90°01′52″ westlicher Länge und erstreckt sich über 97,08 km².
Die Mount Carroll Township grenzt innerhalb des Carroll County im Norden an die Woodland Township, im Nordosten an die Freedom Township, im Osten an die Salem Township, im Südosten an die Fairhaven Township, im Süden an die York Township, im Westen an die Savanna Township und im Nordwesten an die Washington Township.

## Verkehr
In West-Ost-Richtung führt der  U.S. Highway 52 deckungsgleich mit der Illinois State Route 64 durch die Mount Carroll Township. Die östliche Grenze der Township wird von der Illinois State Route 78 gebildet.
Durch die Mount Carroll Township verlaufen zwei Eisenbahnlinien, die von der wenige Kilometer westlich der Township gelegenen Stadt Savanna nach Osten führen.
Der nächstgelegene Flugplatz ist der rund 15 km südlich gelegene Tri-Township Airport südlich der Stadt Savanna.

## Bevölkerung
Bei der Volkszählung im Jahr 2010 hatte die Township 2279 Einwohner. Neben Streubesiedlung existieren innerhalb der Mount Carroll Township folgende Siedlungen:
City
- Mount Carroll1

Unincorporated Communities
- Burke
- Center Hill
- Hickory Grove
- Wacker

1 – zu einem kleinen Teil in der Salem Township